# ياسوهارو كونيشي
ياسوهارو كونيشي (باليابانية: 小西康陽؛ بالكانا: こにし やすはる) هو موسيقي وملحن ودي جيه ومنتج أسطوانات وشاعر ياباني، ولد في 3 فبراير 1959 في سابورو في اليابان.

## وصلات خارجية
- الموقع الرسمي
- ياسوهارو كونيشي على موقع ميوزك برينز (الإنجليزية)
- ياسوهارو كونيشي على موقع ديسكوغز (الإنجليزية)